# Decipha addita
Decipha addita är en insektsart som först beskrevs av Walker 1851.  Decipha addita ingår i släktet Decipha och familjen Ricaniidae. Inga underarter finns listade i Catalogue of Life.